# Матвіївка (Миколаїв)
Матві́ївка — місцевість у Центральному районі міста Миколаїв. Колишнє село  Новоодеського району.
Розташоване на лівому березі річки Південний Буг по обидва боки Кугаєвої балки, яка у ті часи повністю заповнювалася водою на декілька кілометрів у степ.
У двох кілометрах від Матвіївки є Міжнародний аеропорт «Миколаїв».

## Історія

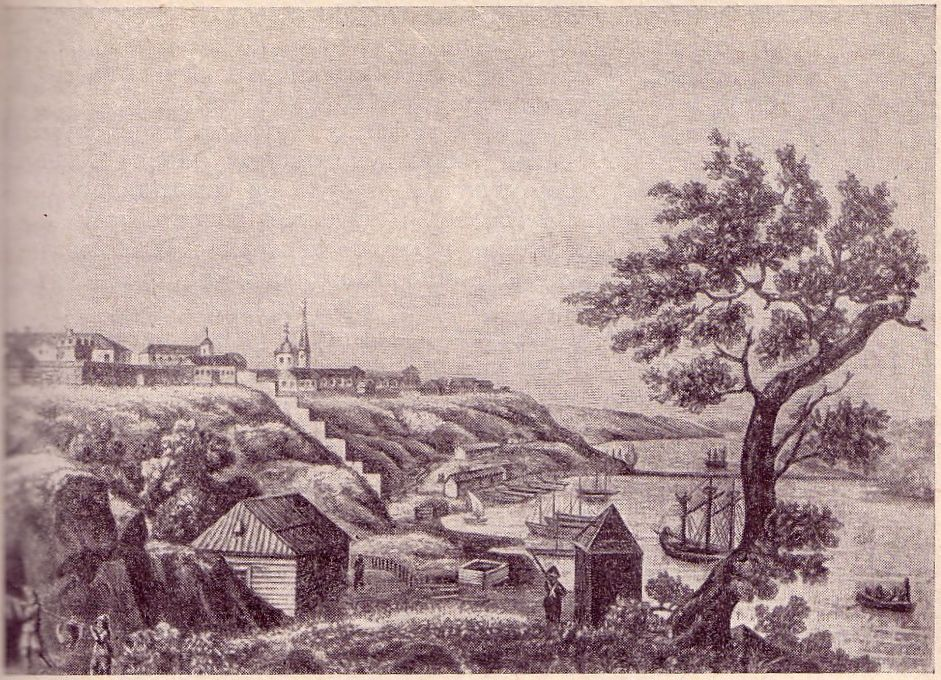
Місто Миколаїв наприкінці XVIII століття

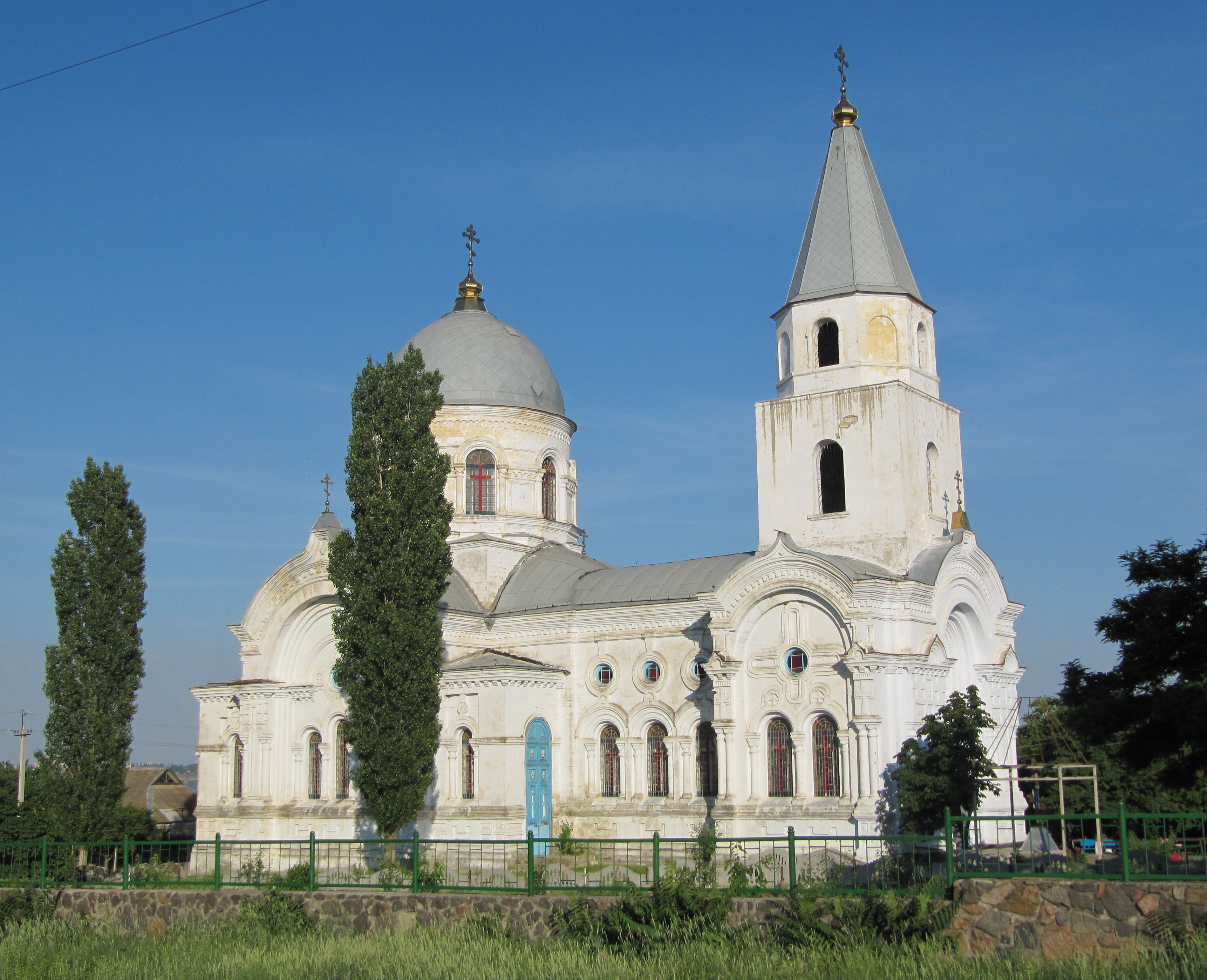
Церква Петра і Павла

2018 року, виповнилося 240 років з часу заснування села Матвіївка Центрального району міста Миколаїв, тобто село, за офіційними даними, старше за місто на 11 років (поруч, знаходиться село Баловне — у минулому, Слобода Яцька, яке старше за Матвіївку, більше ніж на 100 років).
Матвіївка — одне з найдавніших козацьких поселень Миколаївської області. Вона входила до Бугогардівської паланки, а згодом до Бузького козацького війська. Тут були оселені арнаути.
До 1778 року — козацька станиця Слобода Червона. Є такі думки щодо походження цієї назви: червоні шлики на шапках козаків; висаджена в Кугаєвій балці червона калина; розташовані тоді навколо слободи поля, багаті на червоні маки.
Згідно з адміністративно-територіальним поділом Херсонської губернії за 1886 рік, село Матвіївка входило до складу Гур'ївської волості Херсонського повіту Херсонської губернії. У цей час на території села було 366 господарств, де проживало 2108 осіб.
У селі діяли: зведена 1795 року кам'яна православна церква в ім'я Святих Петра і Павла — сучасного вигляду храм набув 1914 року. Існувала земська школа, де навчалися 123 учні (99 хлопчиків, 24 дівчаток), працювали три лавки, велося добування вапняку.
1916 року у Матвіївці знаходилося 482 господарства, де проживало 2783 особи.
Невдовзі, після Жовтневого перевороту, будівля церкви використовувалася як сільський клуб.
Під час Другої світової війни та німецької окупації села 1941—1945 років, приміщення знову було зайнято релігійною громадою і займалося аж до 1964 року, коли релігійну громаду села Матвіївка, було знову знято з реєстрації та будівля церкви використовувалася як шкільна спортивна зала, як склад сипучих продуктів, як пункт приймання склотари та вторинних ресурсів.
Після виходу України зі складу СРСР, було відбудовано зруйновану дзвіницю та церква відновила свою роботу, і станом на 2020 рік, відносилася до Української православної церкви Московського патріархату.
За деякими даними, влітку 1919 року, у селі відбулося повстання куркулів (так зневажливо радянська влада називала заможних селян) проти радянської влади та продрозкладки, під час якого, на жаль, загинули люди.1920 року у селі остаточно, як і у Миколаєві та сусідньому Баловному, встановлено радянську владу.
Тоді ж почала працювати трудова школа (рік заснування шкільної установи — 1889). 1923 року у школі викладалося п'ять предметів: рідна мова, арифметика, природознавство, культурознавство та політзнавство. У школі було 83 підручники (з них українською мовою — 58), три географічні мапи та два глобуси, загальна кількість книжок у бібліотеці становила 252 (з них українською мовою — 24), працював один вчитель. Також, у селі діяли: українське товариство «Просвіта», хата-читальня, театральний та хоровий гуртки, бібліотека.
1920 року кількість домогосподарств у селі Матвіївка, становила 549, населення — 3085 осіб, а вже 1926 року на терені села мешкало лише 2626 душ, найімовірніше, через голод 1921—1923 років.
1936 року у селі Матвіївка мешкало 3027 осіб (менше ніж до радянської влади — ймовірно через штучний голод 1932—1933 років). У складі сільської ради працювало десять секцій: рільнича, тваринницька, культурна, впорядкування, фінансова, торговельно-заготівельна, шляхів та зв'язку, революційної законності, охорони, секція з допомоги залізничному транспорту.
Село Матвіївка було окуповане нацистськими військами 10 серпня 1941 року та реокуповане радянськими військами 27 березня 1944 року.
Цікаво, що німці одразу ж, по окупації села, почали будувати міст з Матвіївки до Варварівки. Грубою робочою силою при зведені мосту були полонені червоноармійці та інші заарештовані, які утримувалися в бараках біля церкви. З боку Матвіївки німецькими інженерами використовувалися дерев'яні палі, які і досі стоять у річці поблизу Кугаєвої балки, а з боку Варварівки забивали металеві труби.
Під час тимчасової німецької окупації, в селі діяла матвіївське підпільне угруповування супротиву (керівник — Ганна, прізвище не встановлено).
Мешканці Варварівки безпосередньо брали участь у подіях Другої Світової війни. Відомо, що 520 осіб пристали на службу до лав радянської армії, з них 211 загинули. Орденами та медалями СРСР було нагороджено понад 500 осіб.
Більше 20 матвіївчан було вивезено на роботи до Німеччини та інших країн.
Радянським військовим, що загинули під час реокупації Матвіївки, в 1969 році владою СРСР було встановлено стелу.
У 1963 році Матвіївку було приєднано до електромережі.
На той час село ще історично поділялося на частини: грецьку, польську, ховрашево.
До середини 1960-х років населення Матвіївки зменшилося більш ніж утричі, порівняно з 1920 роком — до 950 осіб (основними причинами розглядаються війна та черговий голод 1946—1947 років), а в 1970-х роках тут проживало вже 5800 людей, оскільки був збудований і з 1974 року почав діяти Матвіївський завод силікатних матеріалів. Через високий рівень забруднення довкілляМиколаївською Міською радою в 1999 році було прийняте рішення й заплановано перепрофілювання (ВАТ) «Миколаївський комбінат силікатних виробів», однак невдовзі він збанкрутував.
Рішенням виконкому Миколаївської обласної Ради депутатів трудящих від 24 лютого 1987 року село Матвіївка Матвіївської сільради Центрального району міста Миколаєва віднесено до категорії селищ міського типу, а селищну Раду найменовано Матвіївською.
На початку 1990-х років до Матвіївки було прокладено гілку газогону та з'явилася квазіелектронна АТС «Квант».

## Особистості
В Матвіївці народився та у 1941 році закінчив десятирічну школу Іван Ілліч Чебаненко  (31.03.1925 — 27.07.2012) — видатний український вчений, академік Національної Академії наук України, доктор геолого-мінералогічних наук, професор, лауреат премії імені Т. Г. Шевченка у галузі науки і техніки, заслужений діяч науки і техніки України. Працював в Інституті геологічних наук НАНУ, пройшов шлях від молодшого наукового співробітника до першого заступника директора й завідувача відділом геотектоніки. Відкриття, зроблені І. І. Чебаненком, стали початком нового напрямку у геотектонічній науці: вчений відкрив закономірну мережу розломів земної кори і вперше у світі створив мапу тих планетарних розломів.
1958 року на запрошення Міністерства середнього машинобудування СРСР був відряджений до Чехословаччини, де спочатку працював інженером, а згодом — головним інженером експедиції, яка проводила пошуки уранових руд на Чеському рудоносному масиві.
І. І. Чебаненко вказав, що родовища вуглеводнів треба шукати на стиках між тектонічними плитами; це відкриття стало методологічною основою пошуків вуглеводнів та інших природних копалин для усього світу.

## Матвіївський ліс

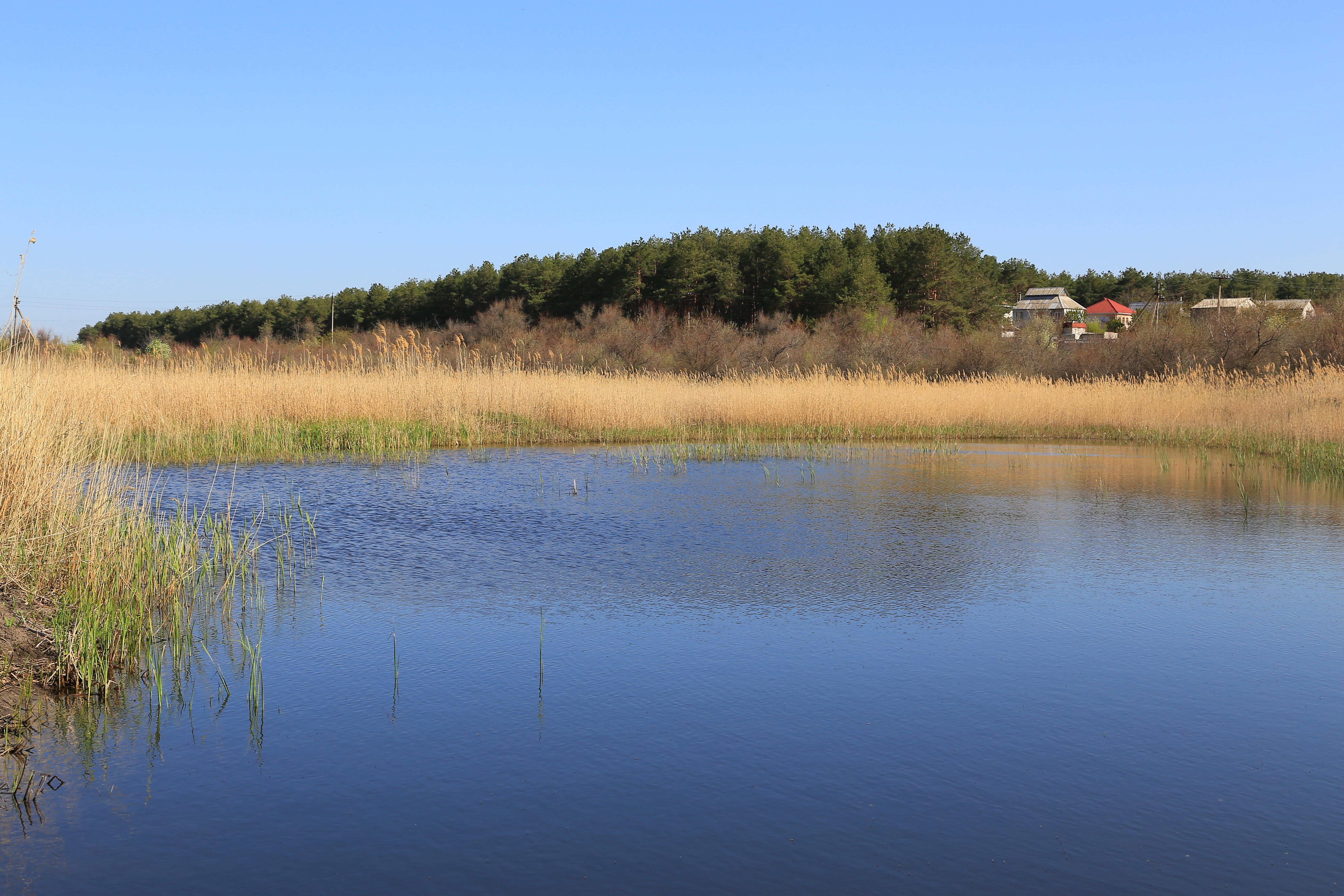
Урочище Кучугури.

Перші насадження сосен в урочищі Кучугури зробили в 1952 році — до того тут були піщані кучугури, що на декілька кілометрів простяглися уздовж річки, із зарослями трави та садами, які були закладені українськими селянами в імперські часи на ділянках землі, що вважалися поміщиками непридатними до сільського господарства).
Лісонасадження в урочищі Кучугури, що на північному заході від Матвіївки, простягаються уздовж Південного Бугу до села Баловного, посідаючи понад 565 гектарів.
Основними представниками дерев є: сосна, осика, маслинка, черемха, айлант, шипшина, шовковиця, скумпія, тополя, в'яз, бузина, глід, граб, верба — та дуже колючі: гледичія і робінія.
Трав'янисті рослини представлено найбільше нетребою, гринделією, якірцями, петровими батогами (цикорій), лободою, татарником, кульбабою, подорожником, полином, кропивою, буркуном, дивиною, будяком, маками дикими, вересом, щирицею, пирієм, козельцями, цмином, безсмертками, горошками, триреберником, мохами, вівсюгом, омелою білою, лободою, плоскухою, перстачем, синяком, комишом, лататтям жовтим, рогозом та іншими. 

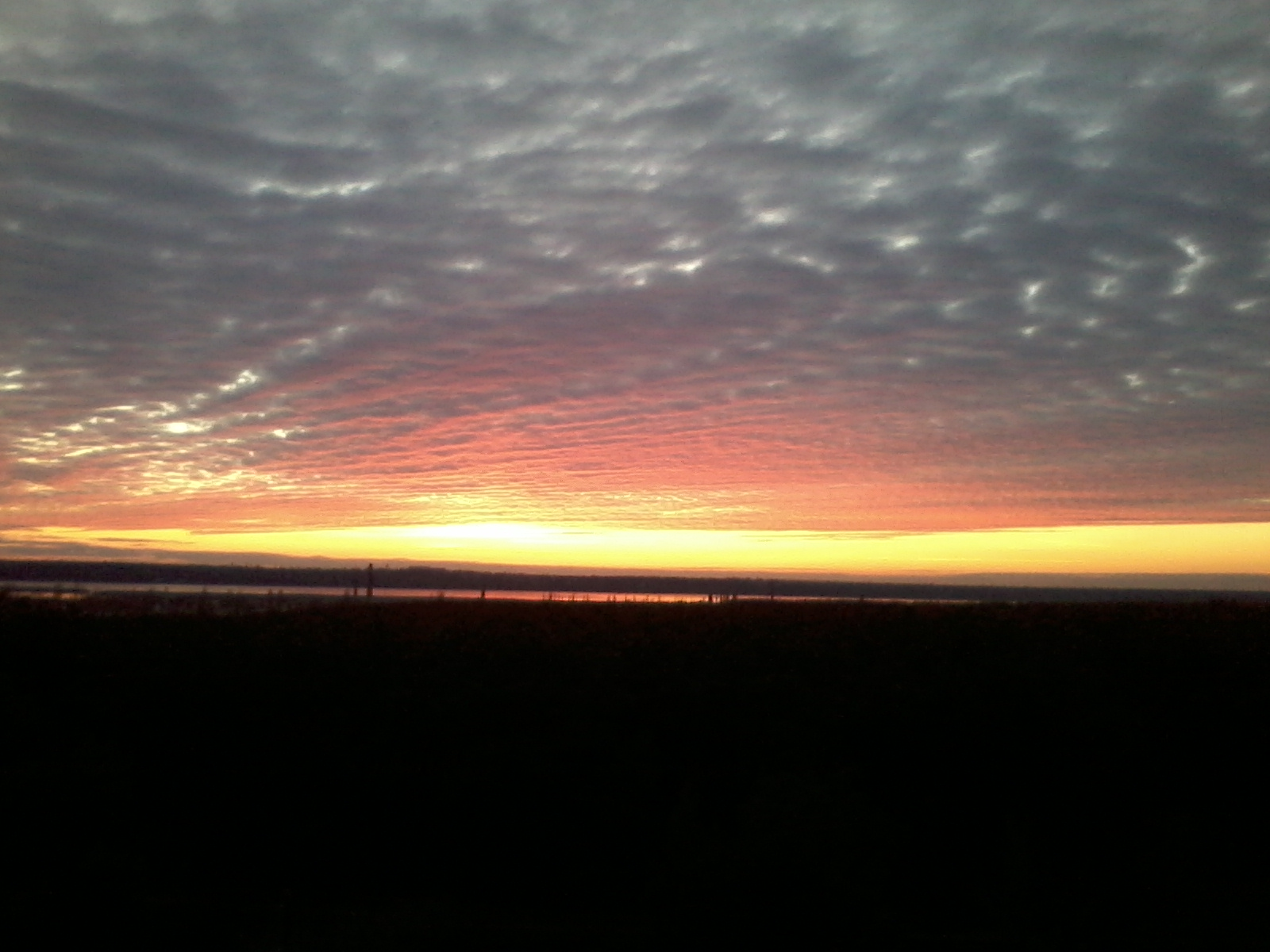
Захід сонця над матвіївським лісом

У лісі було помічено наступних тварин та птахів: лисиця, заєць, вивірка, ласиця, єнот, черепаха, тхір, ропуха, миша, ящірка, вуж, сова, боривітер, шуліка, вивільга, бджолоїдка, одуд, крук, дрімлюга, дятел, горлиця, вівсянка, зяблик, соловейко, дрізд співочий, сорока, вівчарик зелений, сорокопуд, підсоколик, щеврик, гаїчка-пухляк, ремез, синиця, горобець, ворона, дрізд чорний, омелюх, галка. 
Біля лісу водяться дикі свині, ховрахи, фазани, чайки, зозулі, кажани, посмітюхи, ластівки, серпокрильці, канюки, соколи, яструби, плиски, голуби, їжаки. До початку 1990 років водилися сарни. 
Основними мешканцями прибережних вод є норець, крижень, лиска, чирянка велика, крячок, бугайчик, очеретянка, мартин сріблястий, мартин жовтоногий, баклан, кулик-довгоніг, ондатра, водяний вуж, лунь очеретяний, сіра чапля, видри, а після закриття силікатного комбінату повернулися лелеки, лебеді, чепура велика, мала біла чапля.
Серед комах переважають комарі-дзвінці (які окремими зграями самців і самиць, «танцюють» у повітрі навесні та на початку літа, а їх личинок рибалки називають мотилем), а також жуки-смердючки, комарі, сонечка, павуки, цикади, цвіркуни, коники, кліщі, бабки, метелики, клопи москалі та черепашки, короїди, жуки, джмелі, оси, шершні та інші.
Представниками отруйних тварин є сколопендри і тарантули, укуси яких дуже болючі (нагадують укус оси), та  для дорослих людей несмертельні.

## Культуратарелігія
Станом на 2017 рік у Матвіївці були осередки інтернет-груп Facebook — «Матвіївський ліс SOS» і «Матвіївка Online».
При Матвіївському будинку культури діють вокальний ансамбль «Камертон» та Народний хор «Червоняночка» — неодноразові лауреати різноманітних місцевих конкурсів.
Також тут працює бібліотека-філіал № 21 Миколаївської Центральної бібліотеки імені М. Л. Кропивницького, при якій діє Краєзнавчий музей.
В Матвіївці є музична, художня та танцювальна школи, бійцівський гурток та інше.
Медицину селища представлено Сімейною медичною амбулаторією №5 (вул. Лісова) Центру первинної медико-санітарної допомоги №4, м. Миколаєва.
В Матвіївці діють релігійні рухи — Міжнародна релігійна організація Свідки Єгови та Християнська церква «Джерело життя».

## Зв'язок
В мікрорайоні працює міське поштове відділення № 48 на вулиці Силікатній. Поштовий індекс 54048.

## Археологічніпам'ятки

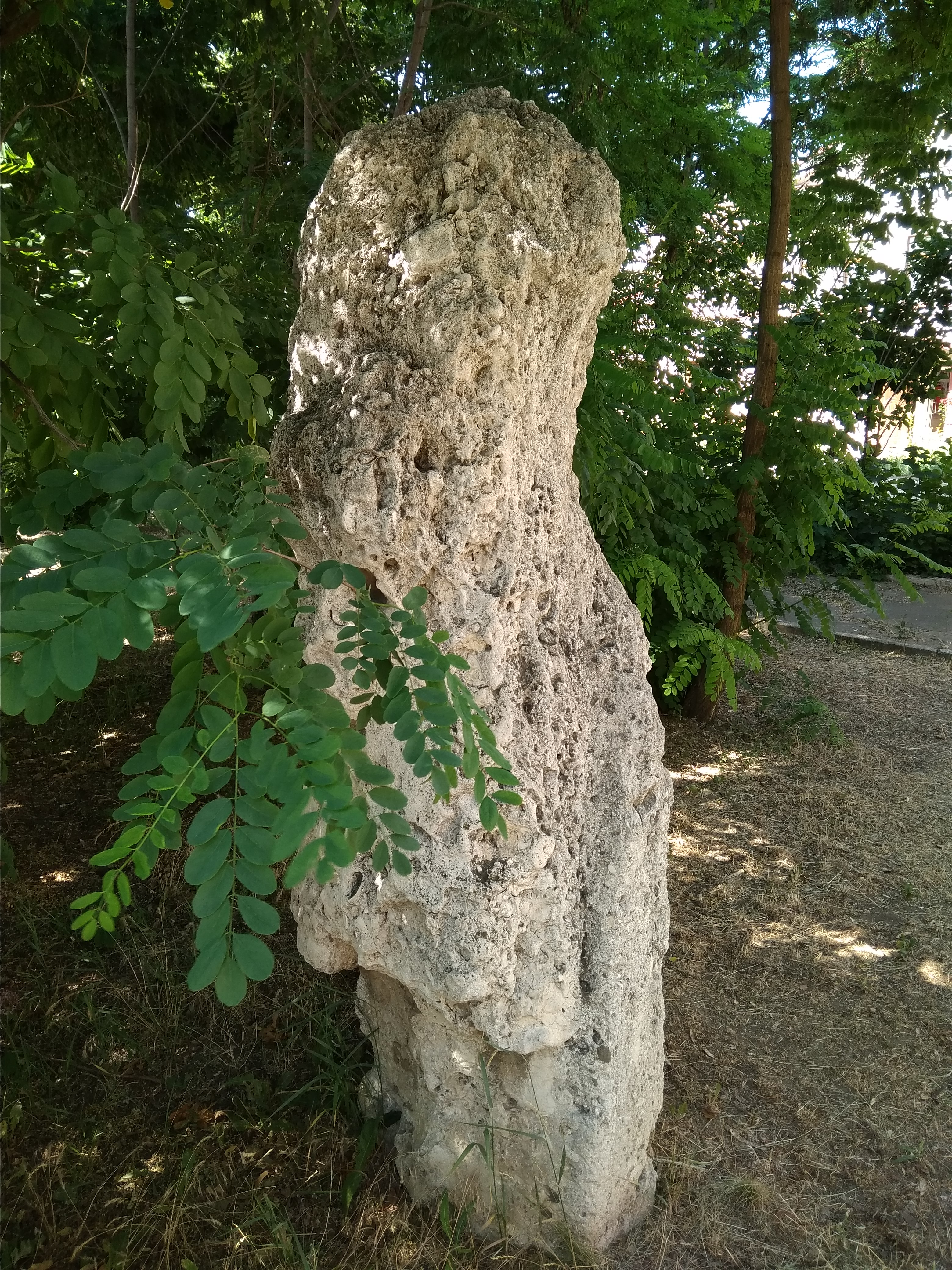
Кам'яна баба, яка стояла біля селища Матвіївка

На повороті до Матвіївки від регіональної автомобільної дороги Р-06, знаходитьсякурган, можливо часів скіфсько-сарматської культури або енеоліту-бронзи. Ще один курган, найближчий до цього, розташовувався праворуч від київського шосе, за два кілометри у бік аеропорту, але час та оранка зрівняли його з землею; також, курган був навпроти нового матвіївського кладовища, під яким під час оранки знайшли старезні поховальні плити, які були оглянуті та залишені на місці. 
За розповідями місцевих старожилів, за сто п'ятдесят-двісті метрів від кургану, у бік Матвіївки та в 50 метрах від дороги, праворуч і поперек теперішньої дороги О-151618 (тоді тут був трактовий шлях — бруківка, а люди добиралися у місто поромом чи катером), стояла низка з п'яти чотирикутних стовпів у вигляді обелісків з обробленого світлого каменю-вапняку, які звужувалися догори (в основі приблизно 0,7 х 0,7 метри і вгорі 0,2 х 0,2 метри), на відстані 1,5 метри один від одного, заввишки близько 4 метрів. Ще п'ять 3,5-4 метрових стовпів (це місце селяни так і називали "п'ять білих стовпів") знаходилися у 50 метрах ліворуч, де починалася балка — спуск до річки, і вздовж матвіївської дороги (на місці кінно-спортивної школи) — чотири з них були гостроверхими, а п'ятий (з боку села, тобто західний) був з пласким верхом. Стовпи було встановлено на початку 1800 років, вони позначали сторони світу: перші п'ять північ-південь, а другі —  схід-захід і слугували для навігації суден Південним Бугом. Стовпи прибрали за часів радянської влади у 1960-і роки.  
Неподалік від цих стовпів (на місці "Лазурного-1") стояла двометрова кам'яна баба, яка тепер знаходиться у Миколаївському обласному краєзнавчому музеї.  
Ще Матвіївка відома своїми розкопками часів катакомбної культури (приблизно 2000-2500 років до нашої ери). Одна стоянка древніх людей Матвіївка-1, знаходилася біля балки, праворуч від дороги при в'їзді до Матвіївки і простягалася до річки. Тут люди жили постійно разом з худобою. На стоянці у 1980-і роки знайдено кістки биків, овець, сайгака, лисиць, зайців, вовків, собак, коней, кіз, а також керамічні вироби тих часів. Ще дві тимчасові стоянки Матвіївка-2 та Матвіївка-3, куди чередники гнали худобу на випас, тепер знаходяться у матвіївському лісі. 

## Галерея
|                                    |
| Вид на Сивирну сторону з Польської |

|                            |
| Монумент радянським воїнам |

|                                   |
| Братська могила радянських воїнів |